# Star Citizen
Star Citizen je vyvíjený vesmírný obchodní a bojový simulátor pro více hráčů. Hru vyvíjí a vydává studio Cloud Imperium Games pro osobní počítače s Microsoft Windows. Star Citizen je pokusem o realizaci rozsáhlých plánů, dle kterých měla být vytvořena hra Freelancer a za nimiž stojí režisér Chris Roberts. Hra byla oznámena 18. října 2012 prostřednictvím kampaně na Kickstarteru. Předprodukce hry začala v roce 2010 a produkce byla zahájena o rok později, vývoj pokračuje do dnes a to ve větším měřítku než kdykoliv předtím.
Star Citizen bude mít tři složky: vesmírné souboje z pohledu první osoby, FPS a obchodování v perzistentním světě a přizpůsobitelné privátní servery (známé jako Star Citizen), hru jednoho hráče a drop-in kooperativní multiplayer  kampaň (známou jako Squadron 42). Star Citizen i Squadron 42 budou situovány do Mléčné dráhy 30. století soustředěné kolem smyšlené UEE (United Empire of Earth) – analogie pozdní římské říše. Ústředním tématem hry je občanství (nebo jeho absence), které může být získáno činy hráče (jako například absolvování vojenské služby). Předpokládá se, že občané budou mít určité herní výhody, například sníženou sazbu daně nebo snadnější přístup k mezidruhovému obchodu, ale přesné podrobnosti je třeba ještě určit.
Velký důraz bude kladen na interakci mezi hráči. Chování hráčů bude mít vliv na dynamický ekonomický systém.

## Vývoj

### Pozadí
Hru Star Citizen vyvíjí studio Cloud Imperium Games, které v roce 2012 založili Chris Roberts, Sandi Roberts a Ortwin Freyermuth. Během svého působení ve vývojařské firmě Origin Systems v letech 1990 až 1996 se Roberts proslavil vesmírnou sérií Wing Commander. Po dokončení hry Starlancer v roce 1999, na které pracovalo Robertsovo studio Digital Anvil, došlo při tvorbě rozsáhlých plánů hry Freelancer k značným zpožděním, v jejichž důsledku společnost Microsoft studio odkoupila a Roberts z projektu odešel. Hra byla dokončena pod novým vedením a byla dobře přijata, byla však kritizována za nedostatek rozsáhlých funkcí, které Roberts plánoval. Roberts následně prohlásil, že je hra Star Citizen duchovním nástupcem jak série Wing Commander, tak i hry Freelancer.
Předprodukce hry Star Citizen začala v roce 2010, zatímco její produkce byla zahájena o rok později s použitím herního enginu CryEngine 3. Na vytvoření raného prototypu hry a konceptu bylo najato několik dodavatelů a outsourcovaných vývojářských společností, jako jsou CGBot, Rmory, VoidAlpha a Behaviour Interactive. Cílem prototypu bylo získat investice zvenčí, ale po úspěchu kampaně hry Double Fine Adventure na Kickstarteru se Roberts rozhodl hru financovat pomocí crowdfundingu. Najal Ortwina Freyermutha, Bena Lesnicka a Davida Swofforda a společně založili studio Cloud Imperium Games, které mělo za úkol vytvořit počáteční kampaň. Star Citizen bylo oficiálně oznámeno 10. října 2012 na konferenci GDC, během níž se zhroutily webové stránky kampaně. Po své prezentaci na GDC studio oznámilo, že 18. října 2012 spustí kampaň i na Kickstarteru.

### Popis verzí
1.x.x – Obsahovala jenom hangár module a Arena Commander. Arena Commander bylo jenom několik singleplayer a multiplayer modů v omezené aréně jako Battle Royale, Team Deathmatch, Vanduul Swarm(vlny nepřátel), závody a volný let. Tento modul už obsahoval základy FPS, kdy bylo možno přistát na plošinách, vystoupit z lodě a používat ruční zbraně.
2.x.x Po úpravě herního enginu, kdy byly přepsány koordináty na 64bitovou přesnost a další úpravy, které umožnily použít velmi obrovské mapy. Byl vytvořen základ pro persistentní vesmír a vytvořena mapa kolem plynného obra Crusader v systému Stanton. Kolem obra byly 3 měsíce a několik stanic s interiéry. Měsíce byly jenom 3D modely a nebylo možno navštívit jejich povrch. Dále bylo možno používat multicrew lodě s interiéry. Subjektivně 2.x.x měla jen malý pokrok v mechanikách mezi jednotlivými aktualizacemi[zdroj?], protože nebyly hotové nástroje a chyběly core mechaniky.
3.0.x Téměř dva roky trval vývoj této verze, která už obsahovala základ herních mechanik, mise, povrchy měsíců se stanicemi a vraky, obchodování, Item systém 2.0, který mimo jiné povoloval kontextuální menu u interaktivních objektů. NPC na třech stanicích. Tato verze byla velmi nestabilní a konkrétně u měsíce Yela se úplně nepovedlo procedurální generování.
3.1.x Zlepšena stabilita, měsíce už konečně vypadaly dobře (Yela), oprava velkého množství bugů.
3.2.x Původně tato aktualizace měla přinést velké množství herních mechanik, ale protože ve verzi 3.3.0 měl přijít základní systém Object Container Streaming (i zde odloženo, viz níže), u kterého je potřeba zpětně revidovat velkou část kódu, většina těchto mechanik byla přesunuta na rok 2019. Tato verze přinesla těžbu nerostů na povrchu měsíců včetně skenování. Skenování bude postupně zlepšováno téměř každou velkou aktualizací. Velké množství mechanik bylo vylepšeno.
3.3.0 Tato verze měla vyjít 10. 10. 2018. Původně tato verze měla obsahovat Object Container Streaming ale kvůli složitému testování byla tato mechanika z buildu odstraněna a naplánována do verze 3.3.5, která má vyjít až po 3.3.0. spolu s novými lokacemi, které jsou na OCS závislé. S touto verzí mají přijít FPS boje s NPC, nové procedurální stanice a vylepšení stávajících mechanik včetně těžby z asteroidů. Má přijít nová činnost závodů vozítek. Původně měla být součástí tohoto patche první procedurálně generovaná planeta se 4 měsíci a městem Lorvile.
3.3.5 tato verze má přijít po 3.3.0 a tato verze je jen kvůli tomu, aby nedošlo k posunu patche 3.3.0 a bylo možno OCS pořádně otestovat. Tato verze kromě OCS bude obsahovat první planetu se čtyřmi měsíci a městem. Object Container Streaming zlepší FPS dropy, do určité míry vylepší počet snímků za vteřinu. Zrychlí načítání. Klient by měl být méně náročný na operační paměť a hlavně umožní rozšiřování herního univerza.
3.4.x Tato verze byla vydána před Vánoci 2018. Zaměřená především na opravy bugů a stability způsobené OCS. Patch přinesl do hry novou planetu, která je téměř celá pokryta jedním městem. Kolem planety jsou dva měsíce. Bude možno hrát za ženu a přibudou první ženské NPC charaktery s aktivní AI.
3.5.x Verze měla původně výjít Q1 2019. Má přinést Salvage herní mechaniku, Reputation/Law system V1 a pokročilou tvorbu postav. Plus první core systémy potřebné pro instancování v budoucích verzích.
3.6.x Měla původně vyjít Q2 2019. Patch zaměřený na nové herní mechaniky včetně opravování z povrchů lodí a doplňování paliva z lodi do lodi. Refactoring některých core systémů a nový typ procedurální stanice zaměřené na rafinování nerostů. Dále vylepšení bojové AI lodí a FPS.

### Financování

#### Crowdfunding
Vývojáři hry Star Citizen založili crowdfundingovou kampaň v roce 2012 na svých vlastních webových stránkách a na Kickstarteru. Původní cílová částka byla rychle překonána a následně byly do kampaně přidány další cíle, z nichž většina slibovala větší nebo rozšířený obsah při vydání.
Po skončení kampaně činila celková částka 6,2 milionů dolarů; byla vyšší než všechny cíle kampaně, které v jejím průběhu stanovilo studio Cloud Imperium Games. V polovině roku 2013 se Star Citizen stalo s 15 miliony dolarů, jež byly vybrány za méně než rok, nejúspěšnějším crowdfundingovým projektem na světě. V roce 2014 byla do Guinnessovy knihy rekordů zapsána částka 39 680 576 dolarů, kterou měla hra viditelnou na svých webových stránkách, a byla označena jako „největší jednotlivá částka, která kdy byla vybrána prostřednictvím crowdsourcingu“ Dne 15. srpna 2014 Chris Roberts během události Gamescom oznámil, že crowdfundingová kampaň přesáhla částku 50 milionů dolarů. Dne 19. května 2017 překročila kampaň hranici 150 milionů dolarů. Kromě crowdfundingu pokračovalo financování vývoje hry také prostřednictvím různých herních transakcí a předplatného.
V lednu 2017 Chris Roberts na otázku ohledně finanční situace hry Star Citizen odpověděl: „Nemám obavy, protože i kdyby žádné peníze nepřišly, měli bychom dostatek finančních prostředků na dokončení Squadron 42. Příjmy z toho by se mohly použít na dokončení Star Citizen.“ Za příspěvek na financování projektu získají podporovatelé virtuální odměnu v podobě balíčků různých úrovní, které zahrnují vesmírnou loď a kredity na nákup dalšího vybavení a pokrytí počátečních nákladů ve virtuální ekonomice, jako je palivo a poplatky za pronájem. Podle vývojářů však budou moci hráči získat všechny odměny pro podporovatele projektu přímo ve hře, s výjimkou některých kosmetických předmětů a doživotního pojištění (Lifetime Insurance, zkratkou LTI), aniž by museli utrácet další peníze.
Finanční prostředky od podporovatelů přesáhly částku 300 milionů dolarů v červnu 2020 a 400 milionů dolarů v listopadu 2021. Aktuální počet podporovatelů není znám, protože se nerovná uváděnému počtu hráčů Star Citizen.